# Hovorea
Hovorea is een kevergeslacht uit de familie van de boktorren (Cerambycidae). De wetenschappelijke naam van het geslacht werd voor het eerst geldig gepubliceerd in 1995 door Chemsak & Noguera.

## Soorten
Hovorea is monotypisch en omvat slechts de volgende soort:
- Hovorea chica Chemsak & Noguera, 1993